# Prospero Caffarelli
Prospero Caffarelli (* 1593 in Rom; † 14. August 1659 ebendort) war ein italienischer Kardinal.

## Biografie
Er wurde wahrscheinlich 1593 als Sohn von Alessandro Caffarelli, 1608 Konservator von Rom, und Pantasilea Astalli geboren. Obwohl sich die Familie in finanziellen Schwierigkeiten befand, ebnete seine Beziehung – mütterlicherseits – zu Papst Paul V. den Weg für seine Karriere in der Kurie.
Nach Studien im Collegio Romano der Jesuiten fand Prospero Caffarelli eine Anstellung als päpstlicher Prälat an der römischen Kurie. Er war von 1611 bis 1628 Kanoniker des Kapitels der Patriarchalbasilika von San Pietro in Vaticano. Zudem fungierte er als Gouverneur verschiedener Städte und Provinzen des Kirchenstaates, war Kleriker der Apostolischen Kammer und wurde später deren Generalauditor.
Papst Innozenz X. erhob ihn am 2. März 1654 im Konsistorium zur Kardinalswürde. Am 23. März d. J. erfolgte die Übergabe des Galero und die Installation als Kardinalpriester der Titelkirche San Callisto.
Kardinal Caffarelli starb am 14. August 1659 und wurde in der Familiengruft in der Kirche Santa Maria sopra Minerva beigesetzt. Er hinterließ all seine Besitztümer der Sakristei des Petersdoms.